# Marek Łbik
Marek Łbik (* 30. Januar 1958 in Posen) ist ein ehemaliger polnischer Kanute.

## Erfolge
Marek Łbik gab sein Olympiadebüt 1980 in Moskau, als er im Einer-Canadier über 500 und über 1000 Meter an den Start ging. Nach einem dritten Platz im Vorlauf zog er über 500 Meter direkt ins Finale ein, in dem er den fünften Platz belegte. Auf der 1000-Meter-Distanz kam er im Vorlauf nicht über den fünften und im Halbfinale nicht über den vierten Platz hinaus, woraufhin er ausschied. Bei den Olympischen Spielen 1988 in Seoul nahm er im Zweier-Canadier mit Marek Dopierała an zwei Wettbewerben teil. Auf der 500-Meter-Strecke erreichten sie nach einem Sieg im Vorlauf und Rang zwei im Halbfinale den Endlauf. In 1:43,61 Minuten überquerten sie hinter den siegreichen Victor Reneischi und Nicolae Juravschi aus der Sowjetunion als Zweite die Ziellinie und gewannen damit die Silbermedaille. Nach einem zweiten Platz im Vorlauf und einem Sieg im Halbfinale qualifizierten sie sich über 1000 Meter ebenfalls für das Finale, in dem sie als Dritte mit Bronze eine weitere Medaille gewannen. Sie erreichten in 3:54,33 Minuten das Ziel, hinter Reneischi und Juravschi sowie Olaf Heukrodt und Ingo Spelly.
Bereits 1979 sicherte sich Łbik in Duisburg bei den Weltmeisterschaften seine erste Medaille, als er mit Piotr Pawlowski im Zweier-Canadier über 500 Meter die Bronzemedaille gewann. Mit Marek Dopierała gewann Łbik bei den Weltmeisterschaften 1985 in Mechelen die Silbermedaille über 500 Meter und die Bronzemedaille über 1000 Meter. 1986 wurden sie in Montreal über 10.000 Meter erstmals Weltmeister, während sie auf der 1000-Meter-Strecke den zweiten Rang belegten. Dieses Resultat über 1000 Meter wiederholten sie 1987 in Duisburg und sicherten sich über 500 Meter ihren zweiten gemeinsamen Titel. 1989 wurde Łbik mit Tomasz Goliasz in Plowdiw in dieser Disziplin Zweiter. Im Einer- und Zweier-Canadier gewann Łbik auf verschiedenen Distanzen insgesamt 24 Mal polnische Landesmeistertitel. 1991 beendete er seine Karriere, nachdem ihn Nationaltrainer Jerzy Opara nicht mehr in den Mannschaftsplanungen berücksichtigt hatte.
1987 wurden Marek Łbik und Marek Dopierała zu Polens Sportler des Jahres gewählt. Łbik ist Präsident seines Heimatvereins KS Warta Posen, außerdem ist er als Funktionär beim polnischen Kanuverband und beim Polski Komitet Olimpijski tätig. Für seine Verdienste um den Kanusport erhielt er das Ritterkreuz des Ordens Polonia Restituta.